# 1B busz (Balassagyarmat)
A balassagyarmati 1B jelzésű autóbusz az Autóbusz-állomás és a Kenessey Albert Kórház között közlekedik az 1-es busz betétjárataként A vonalat Balassagyarmat Város Önkormányzata megrendelésére a Nógrád Volán üzemeltette a 2015-ös menetrend váltásig. 2025. március 15. óta újra közlekedik

## Története
A buszjárat 2012-ben jött létre, amikor az 1A buszt két vonalra osztották: a busz 1A jelzéssel ment az Autóbusz-állomásig, 1B jelzéssel pedig a Kenessey Albert Kórházig. A 2013-as járatritkítás során az 1A busz megszűnt, az 1B pedig a korábbi 6 hétköznapi, 4 hétvégi indulás helyett csak 2 hétköznapi és 1 hétvégi indulással közlekedett tovább. A 2015. január 1-jétől érvényes menetrend átszámozta a vonalat 1A-ra.
2025. március 15.-étől újra jár az eredeti vonalán

## Útvonala
| Kenessey Albert Kórhát felé:                                                          |
| ------------------------------------------------------------------------------------- |
| Autóbusz-állomás – Mikszáth Kálmán út – Rákóczi fejedelem út – Kenessey Albert Kórház |

## Megállók
| 1B (Autóbusz-állomás – Kenessey Albert Kórház) |                        |                                             |                         |
| sz.                                            | Megállóhely            | Átszállási kapcsolatok                      | Átszállási kapcsolatok  |
| sz.                                            | Megállóhely            | a járat indulásakor                         | a járat újraindulásakor |
| 0                                              | Autóbusz-állomás       | 1, 1A, 2C, 4, 5, 5A, 5C, 6, 6A, 8, 9A, 71   | 2, 5A, 6B, 6C, 8, 8A    |
| 1                                              | Dózsa György utca      | 1, 1A, 2, 4, 5A, 6, 7, 7A, 7B, 8, 9, 9A     | 1A, 4, 6, 6A, 7, 8, 8A  |
| 2                                              | Arany János utca       | 1, 1A, 2, 4, 5A, 5B, 6, 7, 7A, 7B, 8, 8C, 9 | 1A, 4, 6, 6A, 7, 8      |
| 3                                              | Kenessey Albert Kórház | 1, 1A, 2, 4, 5A, 5B, 6, 7, 7A, 7B, 8, 8C, 9 | 1A, 4, 6, 6A, 7, 8      |